# Hlava nebo orel (film, 1980)
Hlava nebo orel (v originále Pile ou Face) je francouzský kriminální film z roku 1980, který režíroval Robert Enrico podle kanadského románu Baroni Alfreda Harrise. Snímek měl světovou premiéru 30. srpns 1980.

## Děj
V Bordeaux vyšetřuje inspektor Baroni smrt paní Morlaixové, která po hádce s manželem vypadla oknem bytu. Baroni je přesvědčený o jeho vině a chce ho přimět, aby se přiznal. Případ je rychle uzavřen, protože městem otřásá aféra obchodu s drogami.

## Obsazení
| Philippe Noiret  | inspektor Louis Baroni              |
| Michel Serrault  | Édouard Morlaix                     |
| Dorothée         | Laurence Bertil                     |
| Guilhaine Dubos  | Michèle, Baroniho dcera             |
| Bernard Le Coq   | Philippe, Baroniho zeť              |
| Fred Personne    | Baroniho přítel od policie          |
| André Falcon     | Lampertuis, Baroniho nadřízený      |
| Pierre Arditi    | Pierre Larrieu                      |
| Jean Desailly    | Bourgon-Massenet, policejní ředitel |
| Gaëlle Legrand   | Zepp                                |
| Antoinette Moya  | paní Morlaixová                     |
| Jacques Maury    | advokát                             |
| Jacqueline Doyen | Morlaixova švagrová                 |